# Rocamondo
Rocamondo is een plaats (freguesia) in de Portugese gemeente Guarda en telt 110 inwoners (2001).